# Dewoitine D.1
Девуатин D.1 (фр. Dewoitine D.1) — французский истребитель межвоенного периода. Первый полёт совершил 18 ноября 1922 года; выпускался с 1924 по 1926 год в головной компании Dewoitine во Франции, а также по лицензии итальянской компанией Ansaldo под наименованием Ansaldo AC.2. Самолёт состоял на вооружении ВВС Франции, Италии, Королевства Югославия, отдельные машины были закуплены Швейцарией, Японией и Чехословакией.

## История проектирования
Dewoitine D.1 — первый самолёт, спроектированный инженером Эмилем Девуатином после того, как в октябре 1920 года тот основал собственную конструкторскую фирму CAED (фр. Constructions Aeronautiqes Emile Dewoitine). Представлял собой одномоторный истребитель—парасоль, который был задуман ещё в 1919 году и должен был заменить истребители Первой мировой войны. В 1921 году французская техническая служба аэронавтики (STAé) выпустила спецификацию STAé 1921 C1 leger на поставку лёгкого одноместного истребителя, предназначенного для оснащения ВВС Франции. В конкурсе участвовал и Эмиль Девуатин со своей новосозданной компанией. Конструкция Девуатина была на тот момент технически передовой, основанной на схеме высокоплана с овальным металлическим фюзеляжем.
Первый прототип под наименованием D.1.01 полетел 18 ноября 1922 года. По итогам испытаний обзор пилота вперёд был признан недостаточным. Для исправления этой проблемы с августа 1923 года на четвёртом предсерийном образце был введён центральный металлический 120-мм пилон, расположенный перед куполом, который поднял крыло в положении парасоль, что позволило улучшить зону обзора. Из первых трёх опытных образцов, предназначенных для оценки французской испытательной комиссией и сохранявших первоначальную конструкцию, с двумя случились серьёзные лётные происшествия, которые скомпрометировали и конструкцию третьего уцелевшего прототипа, затем переделанного до стандарта D.1bis. Следующие три экземпляра, соответственно предназначенные для поставки в Чехословакию, Японию и Италию, а затем ещё два по заказу Швейцарии, были доведены до стандарта D.1bis. Тем не менее, проблема с обзором вперёд так и не была полностью исправлена данным техническим решением, что привело к появлению новой версии (D.1ter), в которой вместо центрального пилона вводилась перевёрнутая V-образная трубчатая коробка, которая окончательно устранила все препятствия для обзора.
Таким образом, во время проектирования самолёт претерпел две существенные модификации, обозначенных как D.1bis и D.1ter. Вторая модель была принята для серийного производства в качестве эталона в 1924 году. Самолёт стал родоначальником серии истребителей от D.1 до D.27.
D.1 имел хороший коммерческий успех, получив заказ в 29 экземпляров от французского правительства и за рубежом, главным образом из Королевства Югославии, сделавшего крупнейший заказ на 79 самолётов.

## Модификации
D.1.01первый прототип.
D.1предсерийные самолёты, некоторые из них без пилона, а некоторые со стандартным пилоном D.1bis — 15 экземпляров.
D.1bisулучшенная версия с крылом, поднятым на 121 мм (4,75 дюйма) на коротком пилоне.
D.1terдальнейшая модификация с крыльями, поддерживаемыми на стойках кабины вместо пилона, используемого на D.1bis. серийная версия.
Ansaldo AC.2итальянская лицензионная версия
D.8Высотная версия D.1, оснащённая увеличенным крылом деревянной конструкции и высотным двигателем Hispano-Suiza 8Fe. Представленный в CEDANA (Commission dÉxamen des Appareils Nouveaux pour lÁeronautique) по программе истребителей 1921 C1, D.8 не смог привлечь заказов из-за отмены спецификации на высотный истребитель. Единственный D.8 установил несколько рекордов скорости на замкнутом маршруте в 1924 году (построен один прототип).

## Описание конструкции
Самолёт представлял собой одноместный моноплан-парасоль металлической конструкции с двумя подкосами на каждом крыле. Крыло прямоугольное в плане, металлической конструкции из дюралюминия, покрытое холстом. Фюзеляж также представлял собой металлическую конструкцию (дюралюминиевые трубы, соединённые заклёпками) и покрытые дюралюминиевым листом. Открытая кабина находилась за крылом в фюзеляже. В носу располагался V-образный 8-цилиндровый двигатель с жидкостным охлаждением Hispano-Suiza 8Fb, мощностью 300 л. с. Он приводил деревянный двухлопастной винт с фиксированным шагом. Самолёт имел неубираемые шасси с двумя колёсами, установленными на оси, и подпружиненный костыль в качестве третьей опоры под хвостом самолёта. В зимний период вместо колёс устанавливались лыжи. Радиаторы двигателя устанавливались на неподвижной опоре шасси и были выполнены в виде валиков. Нос самолёта и хвостовая часть округлой формы, а хвостовое оперение угловой формы. Вооружение составляло 2 пулемёта Vickers 303, калибр 7,7 мм.

## Эксплуатация

### Франция
Франция заказала 30 или 40 самолётов модификации D.1ter для своей военно-морской авиации, 15 из которых служили в Escadrille 7C1 авианосца «Беарн».

### Чехословакия
Закупила 1 самолёт в версии D.1bis.

### Швейцария
Швейцария приобрела 2 экземпляра в версии D.1bis в 1925 и 1928 году. Использовались до 1941 года.

### Япония
Приобрела 1 экземпляр в версии D.1bis.

### Италия
Италия закупила один экземпляр. Поставленный самолёт получил наименование Ansaldo AC.1. После этого, итальянская компания Ansaldo приобрела лицензию на производство этих самолётов в модификации D.1ter и произвела 112 единиц, которые представляли собой костяк итальянской авиации, использовавших их до 1929 года. Самолёт, изготовленный в Италии, получил название Ansaldo AC.2. Таким образом Италия стала крупнейшим эксплуатантом самолёта Dewoitine D.1.

### Югославия
Югославия заказала 79 самолётов, но в итоге закупила 45 экземпляров самолёта. Один из предсерийных в 1924 году, который была испытан в ВВС. И 44 серийных экземпляра, выпущенных в 1925 году и введенных в эксплуатацию в 1926 году. Во время эксплуатации этих самолётов было отмечено, что серийные самолёты по характеристикам были хуже, чем демонстрационный образец, на основе которого было принято решение о закупке самолёта.
Самолёты состояли на вооружении 101-й, 102-й, 103-й и 104-й эскадрилье, базирующихся на аэродроме Земун, а также 107-й и 108-й эскадрильи, дислоцированных на аэродроме Загреба.
После нескольких аварий с этим самолётом, по просьбе командования ВВС, инженер Душан Станков провёл подробный статический перерасчет в 1929 году, разработал новый горизонтальный стабилизатор, скорректировал центровку самолёта и сделал определённое усиление конструкции самолёта. Обширную модификацию самолёта Dewoitine D.1 выполнил Земунский завод Икарус. Количество таких модифицированных самолётов не было точно определено, но, согласно некоторым исследованиям, это число составляло около 37 самолётов.
Хотя значение самолёта Devoatin D.1 для Югославских ВВС уменьшилось благодаря принятию на вооружение истребителя Avia BH-33, он оставался на службе Югославских Королевских ВВС до 1937 года, в качестве учебного для прохождения курса подготовки пилотов истребителей в акробатических полётов.